# Melita virgula
Melita virgula is een vlokreeftensoort uit de familie van de Melitidae. De wetenschappelijke naam van de soort is voor het eerst geldig gepubliceerd in 1994 door Krapp-Schickel, Ruffo & Schiecke.